# Goose Creek (Kentucky)
Goose Creek es una ciudad ubicada en el condado de Jefferson en el estado estadounidense de Kentucky. En el Censo de 2010 tenía una población de 294 habitantes y una densidad poblacional de 1830,87 personas por km².

## Geografía
Goose Creek se encuentra ubicada en las coordenadas 38°17′36″N 85°35′22″O / 38.29333, -85.58944. Según la Oficina del Censo de los Estados Unidos, Goose Creek tiene una superficie total de 0,16 km², de la cual 0,16 km² corresponden a tierra firme y (0%) 0 km² es agua.

## Demografía
Según el censo de 2010, había 294 personas residiendo en Goose Creek. La densidad de población era de 1830,87 hab./km². De los 294 habitantes, Goose Creek estaba compuesto por el 92,18% blancos, el 2,04% eran afroamericanos, el 0% eran amerindios, el 0,34% eran asiáticos, el 0% eran isleños del Pacífico, el 0,34% eran de otras razas y el 5,1% pertenecían a dos o más razas. Del total de la población, el 2,72% eran hispanos de cualquier raza.
Los ingresos medios por hogar eran de 66250$, y el ingreso medio por familia de 87500$. La renta per cápita de la ciudad era de 34124$.